# 樊英 (东汉)
樊英（?—?），字季齐，南阳郡鲁阳县（今河南省鲁山县）人。东汉经学家。

## 生平
樊英年轻时在三辅受业，修习《京氏易》，兼明《五经》。又善于谶纬之学：风角、星算，《河》、《洛》七纬，推步灾异、推算阴阳变化。隐居在壶山之阳，向他学习的人从四方而至。州郡先后礼请，不应征；公卿推举他为贤良方正、有道，都不去。
传说曾有暴风从西方起，樊英对学生们说：“成都市火很大。”含水西向喷去，令人记下时日。有客人后来从蜀郡来，说“当天大火，有黑云从东而起，一会儿大雨，火于是灭了”。天下称到樊英的法术。《初学记》卷二引《楚国先贤传》、《搜神记》也有类似记载。
汉安帝初年，征召为博士。建光元年（121年），以公车赐策书，征樊英与南阳郡孔乔、李昺、北海郡郎宗、陈留郡杨伦、东平郡王辅六人，只有唯郎宗、杨伦到洛阳，樊英等四人都没有应召。
永建二年（127年），汉顺帝下策书备礼，用玄纁征召他。樊英再以得重病相辞。汉顺帝严令郡县把他强征上道送到京师。樊英不得已，到京，称病不肯起。于是抬着他入殿，还是不以礼屈。汉顺帝大怒，对樊英说：“朕能让你活，能让你死；能让你贵，能让你贱；能让你富，能让你贫。你为什么轻慢朕命？”樊英回答：“臣受命于天。生尽其命，是天；死不得其命，也是天。陛下怎能让臣活，能让臣死！臣见暴君就像见仇人，立其朝堂还是不肯，可得贵吗？虽在布衣之列，怡然自得，不易万乘之尊，可得贱吗？臣对于非礼之禄，即使万钟不受；若能申志，即使箪食也不厌。陛下怎能让臣富，能让臣贫！”汉顺帝不能使他屈从，敬重其名，让他去太医那里养病，每月给他羊、酒。
永建四年（129年）三月，天子为樊英设坛席，赐给他几杖，待以师傅之礼，问他朝政得失。樊英不敢推辞，拜为五官中郎将。数月后，樊英称病重，下诏他以光禄大夫的身份休假。令地方官府送谷千斛，八月给他牛一头，酒三斛；如果去世，以中牢祭祀。樊英辞位不受，皇帝下诏不听。
樊英开始被诏命，都以为他一定不会屈节降志，后来应对，又没有奇策，大家失望。河南张楷与樊英一起被征召，批评樊英：“天下有两条路，出仕与隐居。我以为你能辅佐天子，有助天下。但你开始激怒万乘之主；然后享受爵禄，又没有匡救之术。”
樊英善于道术，史称朝廷有灾异，常被询问，所言多验。
樊英著《易章句》,世称“樊氏学”。以图纬教授学生。颍川陈寔，年轻时跟随樊英学习。樊英有病时，妻子派奴婢拜问，樊英下床答拜。陈寔感到奇怪问他。樊英说：“妻，齐也。死后共奉祭祀，按礼不能不答。”七十余岁，在家中去世。
其孙樊陵，汉灵帝时以谄事宦官为司徒。陈郡郤巡，学习樊英之业，官至侍中。

## 延伸阅读
[在维基数据编辑]
 《後漢書·卷82上》，出自范晔《後漢書》